# ネイルサロン
ネイルサロン(Nail salon)とは、爪の装飾（ネイルアート）や手入れなどを専門に行う店舗。イギリス・ヨーロッパでは、一般名詞としてネイルバー(nail bar)、ネイルスタジオ(nail studio)という呼称の方が一般的である。

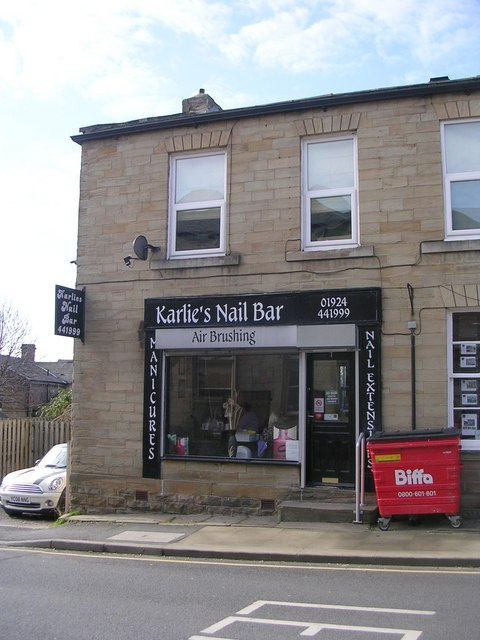
路面店タイプの例1

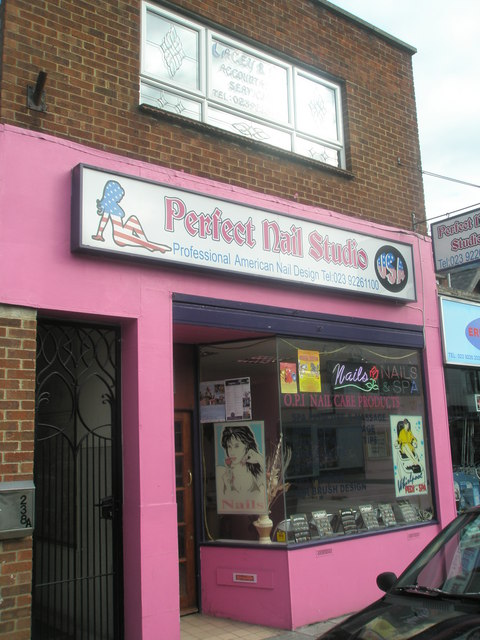
路面店タイプの例2

ネイルサロンは比較的小さなスペースでも開店できる。以下のような施設の一角などを使って営業されている。
- ファッションビル・テナントビル
- 個人宅
- 百貨店、ショッピングセンター
- 単独店舗
- 美容室、ドラッグストア、化粧品店
- 美容系の専門学校（一種のインターンシップ）
- （上記の他にもネイルサロン業態として、イベント会場やリゾート地などでの仮設サロン、屋台サロン）

ネイルアートや人工爪の施術に用いる有機溶剤系の材料は、強い臭気を持ち、引火性が高いものも多く、また中には、液体そのものや揮発したガスとして健康への悪影響を及ぼす可能性をもつものもある。従って、ネイルサロンは、換気設備を充分に備え、周囲のテナントなどへの影響や従業員の健康に十分留意する必要がある。
(参考)
総務省統計局は、2014年4月に施行された　改定版 日本標準産業分類（平成25年10月改定、平成26年４月１日施行）において、　「大分類 Ｎ　生活関連サービス業，娯楽業」-「中分類７８－洗濯・理容・美容・浴場業」-「小分類789 その他の洗濯・理容・美容・浴場業」の中に「細分類7894 ネイルサービス業：化粧品・器具等を用いて，手および足の爪の手入れ，造形，修理，補強，装飾など爪に係る施術を行う事業所をいう。○ネイルサロン；マニキュア業；ペディキュア業」を単独の細分類項目として設けた。
厚生労働省は2010年9月に「ネイルサロンにおける衛生管理に関する指針（平成22年9月15日健発0915第４号）」を発令している。
厚生労働省は2010年6月に「ネイルサロンにおける衛生管理に関する指針（案）」を発表している。